# قسم بردخون الريفي (مقاطعة دير)
قسم بردخون الريفي (بالفارسية: دهستان بردخون) هي منطقة ريفية تقع في ناحية بردخون في إيران. يقدر عدد سكانها بـ 1,115 نسمة .